# Bayside (album)
Bayside è il secondo album in studio dell'omonimo gruppo, pubblicato il 1º settembre 2005 dalla Victory Records.
L'album è il primo e ultimo realizzato con il batterista John Holohan, morto due mesi dopo la sua pubblicazione in seguito a un incidente stradale.

## Tracce
1. Hello Shitty – 1:14
2. Devotion and Desire – 3:29
3. Tortures of the Damned – 3:28
4. They Looked Like Strong Hands – 3:50
5. Montauk – 3:40
6. Blame It on Bad Luck – 3:26
7. We'll Be O.K. – 4:23
8. Existing in a Crisis (Evelyn) – 4:23
9. Don't Call Me Peanut – 3:56
10. Half a Life – 4:03
11. Dear Tragedy – 4:55

Traccia bonus nell'edizione giapponese
1. A Long December (Counting Crows cover) - 4:44

## Formazione
Bayside
- Anthony Raneri – voce, chitarra ritmica
- Jack O'Shea – chitarra solista, cori
- Nick Ghanbarian – basso, cori
- John Holohan – batteria, percussioni

Altri musicisti
- Arthur Bacon - tastiera in Devotion and Desire e Don't Call Me Peanut
- Steve Soboslai - cori in They Looked Like Strong Hands

## Classifiche
| Classifica (2005)         | Posizione massima |
| ------------------------- | ----------------- |
| Stati Uniti               | 153               |
| Stati Uniti (heatseekers) | 4                 |
| Stati Uniti (independent) | 21                |